# 西鄉殿
《西鄉殿》，2018年1月起，於日本時間每週日晚間八點在NHK電視台播出的第57部大河劇，由鈴木亮平主演。

## 故事內容和簡介
西鄉隆盛出身下級武士家庭，生涯中曾被流放兩次，且有過三次婚姻。最後成功推翻幕府迎接明治維新，但後來不滿新政府的作為，再度起兵反抗，最終在西南戰爭中戰敗、壯烈的結束其大起大落且轟轟烈烈的一生（史實的西鄉兵敗後在城山切腹自盡、門下學生忍痛為之介錯，完結篇改為死於官軍的攻勢）。

## 登場人物

### 主角
- 西鄉吉之助／隆盛

演出：渡邊蒼（少年）→ 鈴木亮平
薩摩藩下級武士家之長男。胸懷磊落而深受眾人愛戴，由於藩主島津齊彬的賞識，從此踏上時代改革者之路。

### 西鄉家
- 西鄉龍右衛門（日语：西郷隆充）

演出：大村崑
隆盛之祖父。
- 西鄉喜美（西郷きみ）

演出：水野久美
隆盛之祖母。
- 西鄉吉兵衛（日语：西郷吉兵衛）

演出：風間杜夫
隆盛之父。和藹的人情味潛移默化地影響隆盛一生。
- 西鄉滿佐（日语：椎原政佐）

演出：松坂慶子
隆盛之母。期許孩子能對藩內有所貢獻而實行嚴格教育，以一以貫之的愛與勇氣薰染隆盛一生。
- 岩山糸 → 西鄉糸（日语：西郷糸子）

演出：渡邊木實（少女）→ 黑木華
隆盛之繼室。好奇心旺盛且行事雷厲風行，自幼即愛慕著隆盛，歷經波折而終成眷屬。
- 須賀（日语：伊集院須賀）

演出：橋本愛
隆盛最初的妻子。被視為替夫家帶來厄運的不祥之人。
- 西鄉琴 → 市來琴（日语：市来琴）

演出：栗本有規（少女）→ 櫻庭奈奈美
西鄉家的長女，隆盛大妹。長年不辭辛勞地照顧年幼的弟妹。
- 西鄉鷹（日语：西郷鷹） → 三原鷹

演出：石井心咲（幼年）→ 渡来瑠日香（少女）→ 原舞歌
隆盛二妹。
- 西鄉安 → 大山安

演出：大塚心結（嬰兒）→ 佐藤心美（少女）→ 萱野優
隆盛三妹。
- 西鄉吉二郎（日语：西郷吉二郎）

演出：荒井雄斗（少年）→ 渡部豪太
隆盛二弟。理解兄長之所做所想而無悔地承擔養家之責，戊辰戰爭時從軍，不幸戰死。
- 西鄉園

演出：柏木由紀
吉二郎之妻。
- 西鄉信吾／從道

演出：齋藤汰鷹（幼年）→ 佐藤和太（童年）→ 田港璃空（少年）→ 錦戶亮
隆盛三弟。以一腔血氣追隨兄長參與明治新政府的構劃。
- 西鄉清

演出：上白石萌音
從道之妻。
- 西鄉小兵衛（日语：西郷小兵衛）

演出：小山蒼海（幼年）→ 齋藤絢永（童年）→ 大山蓮斗（少年）→ 上川周作
隆盛四弟。
- 西鄉櫻子

演出：西鄉真悠子
從道的女兒。
- 西鄉菊次郎

演出：內田凜太朗（嬰兒）→ 城檜吏（幼年）→ 今井悠貴（少年）→ 西田敏行
隆盛與愛加那之子，年九歲離母就父，十二歲負笈美國。西南戰爭時參戰，並於此役失去右腿，恭降後曾任臺灣宜蘭廳長、京都市長，見證了父親之豐偉，娓娓憶述其轟烈的一生。
- 西鄉菊草

演出：ことり（嬰兒）→ 鎌田英怜奈（幼年）→ 八木優希
隆盛與愛加那之女。
- 西鄉寅太郎（日语：西郷寅太郎）

演出：太田翔己（嬰兒）→ 林田悠作（幼年）→ 古館緩樹
隆盛與阿糸之長子。
- 西鄉午次郎

演出：土田諒
隆盛與阿糸之次子。
- 西鄉酉三

演出：田中大翔
隆盛與阿糸之么子。
- 西鄉美津（西郷みつ）

演出：佐藤戀和（嬰兒）→ 寶邊花帆美（幼年）→ 大平媛（童年）→ 茅森優那
吉二郎的女兒。
- 西鄉勇袈裟

演出：築谷櫂（幼年）→ 永澤絢埜
吉二郎之子。
- 熊吉（日语：永田熊吉）

演出：塚地武雅
世代侍奉西鄉家的僕從。

### 大久保家
- 大久保次右衛門（日语：大久保利世）

演出：平田滿
利通之父，沖永良部島代官，通曉諸多外國風情。
- 大久保福

演出：藤真利子
利通之母。
- 大久保正助／一藏／利通

演出：石川樹（少年）→ 永山瑛太
隆盛一生的盟友，也是一生的對手。正是這兩性格迥異的俊才相遇，使得明治維新開花結果。
- 早崎滿壽 → 大久保滿壽（日语：大久保満寿子）

演出：美村里江
利通的賢妻。
- 大久保吉（大久保キチ）

演出：吉田空（少女）→ 佐藤奈織美
利通之大妹。
- 大久保須磨（大久保スマ）

演出：日下玉巳
利通之二妹。
- 大久保峰（大久保ミネ）

演出：高野友那
利通之么妹。
- 大久保彥熊（日语：大久保利和）

演出：曳地奏飛（嬰兒）→ 遠藤颯（幼年）
利通長子。
- 大久保利武（日语：大久保利武）

演出：田中レイ
利通三子。
- 大久保芳子

演出：福田彩實
利通長女。
- 大久保達熊

演出：吉田奏佑
利通四子。

### 薩摩藩

#### 島津一門
- 島津齊興

演出：鹿賀丈史
島津本家第27代當主，薩摩藩第10代藩主。與嫡子齊彬因權力衝突而齟齬不合，卻溺愛庶子忠教。
- 由羅（日语：お由羅の方）

演出：小柳留美子
齊興側室，忠教生母。覬覦繼承權而引發「由羅騷動」。
- 島津齊彬

演出：渡邊謙
島津本家第28代當主，薩摩藩第11代藩主。是位大力引進西洋科學、成功讓領國富強起來的當世名主。
- 島津久光

演出：青木崇高
齊彬異母弟。在兄長猝逝後，掌握藩國實權，號稱「國父」。
- 島津忠義

演出：中島來星（少年）→ 長田成哉
薩摩藩末代藩主，久光之子。
- 島津忠剛（日语：島津忠剛）

演出：諏訪園親治
島津分家・今和泉家當主，篤姬的生父。
- 喜久

演出：戶田菜穗
齊彬側室。
- 寛之助／虎壽丸／哲丸

演出：寺師海渡／藤本悠希／石田あん
齊彬之子。
- 於哲

演出：杉岡詩織
久光之女。

#### 藩士
- 赤山靭負（日语：赤山靭負）

演出：澤村一樹
隆盛之良師益友。身為齊彬一派的重鎮而成由羅騷動中的犧牲品。
- 島津歲貞 → 桂久武（日语：桂久武）

演出：井戶田潤
赤山靭負之弟。隆盛於流放地奄美大島所結識的同志。
- 調所廣鄉

演出：龍雷太
薩摩藩家老，為困窘的本藩財政貢獻心力，卻因兄弟爭立而遭打壓至死。
- 山田為久

演出：德井優
齊彬的側近。
- 關勇助（日语：関広国）

演出：森岡豐
齊彬的側近。
- 伊集院直五郎（日语：伊集院直五郎）

演出：北見敏之
須賀之父。
- 小松帶刀

演出：町田啟太
以廿八之齡任職家老，展現過人的宰輔器望而為上下倚重。
- 大山格之助／綱良（日语：大山綱良）

演出：犬飼直紀（少年）→ 北村有起哉
與隆盛、利通等組成「精忠組」，維新後出任鹿兒島縣令，支持與利通對立益深的隆盛而拒絕向新政府納税，最後因西南戰爭的資金援濟而遭處決。
- 有村俊齋／海江田武次（日语：海江田信義）

演出：池田優斗（少年）→ 高橋光臣
精忠組要員之一，出身服侍齊興的茶坊主。兩個弟弟（有村雄助、有村次左衛門）在櫻田門外之變中犧牲。
- 有馬新七（日语：有馬新七）

演出：伊澤柾樹（少年）→ 增田修一朗
過激派攘夷志士，於寺田屋遭久光下令肅清。
- 村田新八（日语：村田新八）

演出：加藤憲史郎（少年）→ 堀井新太
將隆盛視為兄長般敬慕，渴望為新政府推手而成岩倉使節團之一赴歐美考察，在西南戰爭中陪伴隆盛至終。
- 中山尚之助（日语：中山尚之助）

演出：天野義久
久光的側近，協助隆盛遇赦歸國。
- 堀次郎（日语：伊地知貞馨）

演出：鬼塚俊秀
久光的側近，精忠組成員。
- 奈良原喜左衛門（日语：奈良原喜左衛門）

演出：宮澤壽
精忠組成員，生麥事件的禍首。
- 奈良原喜八郎

演出：明石鐵平
精忠組成員，寺田屋事件的鎮撫使。
- 道島五郎兵衛（日语：道島五郎兵衛）

演出：鈴木有史
精忠組成員，死於同室操戈的寺田屋鎮撫使。
- 柴山愛次郎（日语：柴山愛次郎）

演出：中村尚輝
精忠組成員，寺田屋罹難的志士。
- 田中謙助（日语：田中謙助）

演出：堤匡孝
精忠組成員，寺田屋罹難的志士。
- 有村次左衛門（日语：有村次左衛門）

演出：山田大生
俊齋之弟，櫻田門十八死士之一。
- 松木安右衛門（日语：寺島宗則）

演出：橫田大明
幕府遣歐使節團的隨行翻譯。
- 横山安武（日语：横山安武）

演出：笠松将
陽明學者，痛心新政府日趨腐敗而死諫。
- 岩山直溫

演出：塩野谷正幸
阿糸之父。
- 海老原重勝

演出：蕨野友也
阿糸的初婚對象。
- 市來正之丞

演出：池田倫太朗
阿琴之夫。
- 迫田友之進

演出：濱田學
江戶薩摩藩邸小姓組組頭。
- 能勢慎太郎

演出：松元飛鳥
小姓組組員。

#### 私學校黨
- 中村半次郎 → 桐野利秋

演出：中村瑠輝人（少年）→ 大野拓朗
隆盛堅定的追隨者，以其激進的暗殺手段使得「人斬」之名不脛而走。
- 篠原国幹（日语：篠原国幹）

演出：榊英雄
近衛陸軍少將，隨隆盛下野而去職，回鄉協助其開設私学校，其後率領第一大隊參與西南戰爭，於吉次峠奮戰至死。
- 別府晋介

演出：篠原悠伸
近衛陸軍少佐，於西南戰爭終弭之際，城山陷落之時，為隆盛介錯後自殺。
- 邊見十郎太（日语：辺見十郎太）

演出：持永雄惠
近衛陸軍大尉，於西南戰爭中捨命激戰而死。
- 市來宗介

演出：前川優希
阿琴之子，從美國留學歸來後，參與私學校指導工作，西南戰爭爆發時從軍，最終被政府軍逮擒處死。
- 榊原政治／伴兼之

演出：健道虎吉／金井浩人
庄内藩出身，推崇隆盛而相偕師之的少年，拒絕背離西南戰爭，願與其共蹈大義。

### 江戶幕府

#### 德川家
- 德川家定

演出：又吉直樹
江戶幕府第13代將軍，生性愚弱，導致繼嗣之爭。
- 德川家茂

演出：荒木飛羽（少年）→ 勸修寺保都
第14代將軍，原紀伊藩藩主。
- 川慶喜

演出：松田翔太
一橋家當主，天資英斷而被寄予厚望，本對將軍一職興趣缺缺，卻仍擔起此責做最後一搏。

#### 大奧
- 本壽院

演出：泉平子
家定之母，南紀派的有力支持者，相當憎惡慶喜。
- 天璋院／篤姬

演出：中村美乃莉（幼年）→ 北川景子
島津分家・今和泉家當主島津忠剛之女，幼名於一。為國而甘心遠嫁江戶，成為第13代將軍之御台所。
- 歌橋

演出：貓背椿
上臈御年寄，家定的乳母。
- 幾島

演出：南野陽子
作為篤姬之隨侍而成大奧御年寄，同時亦是幕府與薩摩間的聯絡橋梁。

#### 幕臣
- 阿部正弘

演出：藤木直人
備後福山藩主兼老中首座，為應對異國船屢屢來航而廣開言路，積極推動改革，不料齎志而歿。
- 堀田正睦

演出：朝倉伸二
下總佐倉藩主，繼阿部之後的老中首座，倡導開國通商。
- 井伊直弼

演出：佐野史郎
近江彥根藩主。阿部死後就任大老職，身為開國派而與美國擅自簽定通商條約，並興大獄翦除異己，後遭水戶藩浪士刺殺於櫻田門。
- 板倉勝靜（日语：板倉勝静）

演出：堀內正美
備中松山藩主兼老中首座，力圖挽救垂亡的幕府。
- 松平忠固（日语：松平忠固）

演出：野添義弘
信濃上田藩主，開國派老中。
- 水野忠央（日语：水野忠央）

演出：堀勉
紀伊藩付家老，為策動主君繼位而與直弼聯手。
- 平岡円四郎（日语：平岡円四郎）

演出：山田純大
一橋家家老，為攘夷派暗殺。
- 松平宗秀（日语：松平宗秀）

演出：山田明鄉
丹後宮津藩主，老中。欲牽制攘夷勢力而率軍上洛。
- 阿部正外

演出：佐藤尚宏
陸奧白河藩主，老中。欲牽制攘夷勢力而率軍上洛。
- 勝海舟

演出：遠藤憲一
幕府海軍的要人，促成江戶無血開城的大功臣。
- 山岡鐵舟

演出：藤本隆宏
知名劍法家，使江戶城免於兵燹的首功之人。

### 尾張藩
- 德川慶勝

演出：小宮孝泰
前尾張藩主，第一次長州征討的總大將。

### 水戶藩
- 德川齊昭

演出：伊武雅刀
前水戶藩主，欲將兒子慶喜推上將軍之位而與直弼等人對立，後被得勢的直弼命令永久蟄居。

### 福井藩
- 松平慶永／春嶽

演出：津田寬治
福井藩主，主張以慶喜為中心聯合雄藩、開國圖強的賢侯。
- 中根雪江（日语：中根雪江）

演出：吉田朝
國學者，福井藩改革派重臣。
- 橋本左內（日语：橋本左内）

演出：風間俊介
從適塾習得蘭方醫術而欲醫國之病，並與隆盛心契志合的少年英傑。

### 會津藩
- 松平容保

演出：柏原收史
會津藩主，京都守護職。

### 桑名藩
- 松平定敬（日语：松平定敬）

演出：庄野崎謙
桑名藩主，京都所司代。

### 宇和島藩
- 伊達宗城

演出：長谷川公彥
宇和島藩主。
- 林玖十郎（日语：林玖十郎）

演出：岡部崇
戊辰戰爭時的東征軍參謀。

### 長州藩
- 吉川監物（日语：吉川経幹）

演出：猪野学
岩國領主，第一次長州征討的和談代表。
- 桂小五郎／木戶孝允

演出：玉山鐵二
攘夷志士，代表藩國捐棄前嫌，與隆盛締結薩長同盟。
- 久坂玄瑞

演出：二神光
攘夷志士，於禁門之變時壯烈犧牲。
- 大村益次郎

演出：林家正藏
長州藩藩醫及傑出的軍事家。
- 來島又兵衛

演出：長州力
長州游擊隊隊長，禁門之變的首謀。
- 三吉慎藏

演出：佐藤政之
長府藩士，於寺田屋事件奮勇護衛龍馬，使其倖免於難。

### 土佐藩
- 山內容堂

演出：大鷹明良
前土佐藩主，嗜酒如命，雖被揶揄「醉時勤皇，醒時佐幕」，卻是促使幕府大政奉還的關鍵人物。
- 坂本龍馬

演出：小栗旬
土佐脫藩志士，船中八策等維新藍圖的揭櫫者，功成之際卻遭暗殺身亡。
- 阿龍

演出：水川麻美
龍馬之妻，與龍馬情意甚篤。
- 中岡慎太郎

演出：山口翔悟
陸援隊隊長，與龍馬一同遇害於近江屋。
- 後藤象二郎

演出：瀨川亮
土佐藩士，與龍馬戮力推進大政奉還。
- 吉村虎太郎（日语：吉村虎太郎）

演出：兼松若人
土佐脫藩志士，組織天誅組以倒幕。

### 諸藩藩士
- 長野主膳（日语：長野主膳）

演出：神保悟志
彥根藩士，直弼的謀臣。
- 幻之丞

演出：東武志
長野主膳的部下。
- 平野國臣（日语：平野國臣）

演出：大竹浩一
福岡藩志士。
- 小河一敏（日语：小河一敏）

演出：出口高司
岡藩志士。

### 朝廷

#### 皇室
- 孝明天皇

演出：中村兒太郎
第121代天皇，支持攘夷佐幕。
- 明治天皇

演出：野村萬之丞
第122代天皇，維新派象徵領袖。
- 中川宮（日语：久邇宮朝彦親王）

演出：灘儀武
公武合體派領袖，八月十八日政變的主籌畫人。
- 有栖川宮熾仁親王

演出：小須田康人
戊辰戰爭時的東征大總督。

#### 公卿
- 近衛忠熙

演出：國廣富之
五攝家筆頭，一度任職關白，為遂公武合體之願而收篤姬為養女。
- 近衛忠房

演出：大窪人衛
忠熙之子，抵拒尊攘活動。
- 大原重德（日语：大原重徳）

演出：內倉憲二
尊攘派公卿，曾任敕使敦促幕府攘夷。
- 中山忠能（日语：中山忠能）

演出：緒方賢一
尊攘派公卿，明治天皇的外祖父。
- 三條實美

演出：野村萬藏
尊攘派公卿，秉性優柔，在隆盛與利通間搖擺不定。
- 萬里小路博房（日语：万里小路博房）

演出：川井つと
尊攘派公卿，親從三條。
- 岩倉具視

演出：笑福亭鶴瓶
朝中倒幕勢力的核心人物，他施行的王政復古，標誌著明治維新的濫觴。
- 岩倉周丸（日语：岩倉具定）

演出：福山康平
具視之子。
- 柳原前光

演出：三谷昌登
尊攘派公卿，西南戰爭時奉敕宣撫島津。

### 明治政府
- 伊藤俊輔／博文

演出：濱野謙太
追隨桂小五郎等參與尊攘活動而嶄露頭角，日後成為初代內閣總理大臣。
- 井上馨

演出：忍成修吾
長州藩出身。任職大藏大輔管理財政，被質疑貪汙而辭職。
- 山縣有朋

演出：村上新悟
長州藩出身。任職陸軍顯位，在西南戰爭中指揮政府軍。
- 板垣退助

演出：澀川清彥
土佐藩出身。任職參議，提倡征韓論受阻後，憤而辭職下野，轉而投身自由民權運動。
- 大隈重信

演出：尾上寛之
佐賀藩出身。歷任外交、財政及殖產興業要職，輔佐利通推行政策。
- 江藤新平

演出：迫田孝也
佐賀藩出身。任職司法卿，提倡征韓論受阻後，憤而辭職歸鄉，引發佐賀之亂，敗後被梟首示眾。
- 大木喬任

演出：濱田嘉幸
佐賀藩出身。任職文部卿，近代教育規章的制定人。
- 佐田白芽（日语：佐田白茅）

演出：神農直隆
久留米藩出身的外交官，出使朝鮮交涉無果，怒而高唱征韓論。
- 森山茂（日语：森山茂）

演出：榊原徹士
郡山藩出身，與佐田同行的外交官。

#### 警視廳
- 川路利良

演出：泉澤祐希
日本近代警察制度的奠基人，利通的得力臂膀 。
- 中原尚雄（日语：中原尚雄）

演出：田上晃吉
明治新政府警察官，受命監視隆盛而導致西南戰爭。
- 鱸成信

演出：小久保壽人
抜刀隊隊員，伴兼之之兄。

### 奄美島民
- 龍佐民

演出：柄本明
愛加那之伯父，備受薩摩盤剝的蔗農，卻被隆盛所吸引，待其如家人。
- 石千代金

演出：木內綠
佐民之妻。
- 龍富堅

演出：高橋努
愛加那之兄，起初極力反對妹妹的婚事，爾後逐漸了解隆盛的為人而敞開心胸。
- 里千代金

演出：里安娜
富堅之妻，擅長島唄。
- 愛加那（日语：愛加那）

演出：二階堂富美
隆盛於流放地奄美大島所邂逅的妻子。
- 豐（ユタ）

演出：秋山菜津子
島上的靈媒，愛加那的理解者。
- 田中雄之介

演出：近藤芳正
島上代官，嚴厲實行黑糖徵收以支持薩摩財政，憤恚抗拒從命的隆盛等人。
- 木場傳內

演出：谷田步
島上目付，受隆盛感召而逐漸對苛征產生動搖。

### 沖永良部島民
- 土持政照

演出：齋藤嘉樹
沖永良部島役人，景仰隆盛為人而與之結為金蘭之交。
- 土持鶴

演出：大島蓉子
政照之母，視隆盛如親子。
- 黑葛原源助

演出：下總源太朗
沖永良部島代官。
- 川口雪篷（日语：川口雪篷）

演出：石橋蓮司
西鄉家的食客，陽明學者及書法家，與隆盛在流徙中相知相惜。
- 琉仲為

演出：一三
德之島役人，對流徙中的隆盛悉心照應。

### 薩摩的市井
- 平六

演出：鈴木拓
貧農。
- 民（タミ）

演出：俵野枝
平六之妻。
- 一平

演出：生駒星汰
平六之子。
- 井之上

演出：岡山一
隆盛任「郡方書役助」時代的上司。
- 尾田榮作

演出：中野魁星
薩摩武家子弟。
- 真海

演出：有福正志
吉祥院住持，久光的棋友。
- 板垣與三次

演出：岡本富士太
賙濟西鄉家的豪農。
- 石（イシ）

演出：佐佐木澄江
熊吉的祖母。
- 半次郎之母

演出：小林由梨
- 中村與左衛門

演出：渡邊絃
半次郎之兄。
- 中村貞

演出：鍵和田花
半次郎之妹。
- 半次郎之弟

演出：藤澤元
- 岩山直一郎

演出：ミョンジュ
阿糸之兄。
- 岩山時（トキ）

演出：植木夏十
直一郎之妻。

### 江戶的人們

#### 磯田屋
- 珠（タマ）

演出：田中道子
以宿屋工作為名目，實為薩摩藩士蒐羅情報的女子。
- 蕗（ふき）

演出：柿原凜佳（幼年）→ 高梨臨
平六之女，因家境貧苦而不得不委身風塵，被慶喜贖身後，納為側室。
- 金鶴（カネ）

演出：西川可奈子
磯田屋的飯盛女。
- 八兵衛

演出：久松龍一
磯田屋的雜役。

### 京都的人們
- 月照

演出：尾上菊之助
尊王攘夷派的僧侶，在繼嗣之爭中支持一橋派，後為躲避幕府追捕而投水自殺。
- 夕（ゆう）

演出：內田有紀
祇園藝妓，利通的愛妾，也是他的心靈慰藉。
- 虎

演出：近藤春菜
京都旅店的女侍，對熱情洋溢的隆盛一見鍾情。
- 鍵屋直助

演出：西澤仁太
旅店的主人。
- 古高俊太郎（日语：古高俊太郎）

演出：木下政治
與攘夷志士交厚的骨董商，因行事不密而導致池田屋事件。
- 内貴甚三郎（日语：内貴甚三郎）

演出：磯田道史
初代京都市長。
- 川村鉚次郎

演出：川口覺
菊次郎市長任內的僚佐。

### 其他人物
- 約翰萬次郎

演出：田中誠人（幼年）→ 劇團一人
以自身飄洋留美的奇歷與造船技術得齊彬重視，是日本見識開化的第一人。
- 汐

演出：木内友三
萬次郎之母。
- 白石正一郎（日语：白石正一郎）

演出：花王修
長門國下關的豪商，鼎力金援尊攘活動。
- 阿房

演出：犬山犬子
東京長屋的居民。
- 木戶松子

演出：白須慶子
木戶孝允之妻。

### 外國
- 湯森・哈里斯

演出：布萊克・克勞福德
與日本簽署通商條約的美國總領事。
- 亨利・休斯肯（英语：Henry Heusken）

演出：Sergei Ivanov
哈里斯的翻譯。
- 查爾斯・李察遜（日语：チャールズ・リチャードソン）

演出：Noam Katz
為薩摩武士斬殺的英國商人。
- 羅叔亞（日语：レオン・ロッシュ）

演出：Jill Bofi
法國駐日公使，襄助幕府展開改革。
- 梅爾梅・凱瓊（日语：メルメ・カション）

演出：Rohan Espinet
法籍神父，羅叔亞公使翻譯。
- 巴夏禮

演出：塞恩・卡繆
英國駐日公使，維新志士的奧援。
- 巴夏禮夫人

演出：漢娜・葛瑞斯
- 薩道義

演出：Steve Wiley
巴夏禮公使翻譯。
- 威廉・威利斯（日语：ウィリアム・ウィリス）

演出：Nathan Perry
英籍醫師。

## 幕後人員
- 原作：林真理子（日语：林真理子）
- 編劇：中園美保
- 音樂：富貴晴美
- 片頭音樂演奏：NHK交響樂團
- 片頭音樂指揮：下野龍也（日语：下野竜也）
- 歌：里安娜
- 旁白：西田敏行[注 1]（第39集後兼任西鄉菊次郎）
- 副音聲解説：宗方脩（日语：宗方脩）
- 題字：LAND SKY WATER FILM
- 製作統籌：櫻井賢、櫻井壯一
- 製作人：小西千榮子、藤原敬久
- 導演：野田雄介、盆子原誠、岡田健、津田溫子、石塚嘉、堀內裕介、大嶋慧介
- 時代考證：原口泉（日语：原口泉）、大石學（日语：大石学）、磯田道史（日语：磯田道史）
- 建築考證：平井聖（日语：平井聖）
- 風俗考證：小澤詠美子
- 衣裝設計：黑澤和子（日语：黒澤和子）
- 軍裝・洋裝考證：刑部芳則（日语：刑部芳則）
- 殺陣武術指導：車邦秀（日语：車邦秀）
- 所作指導：西川箕乃助（日语：西川箕乃助）
- 圍棋指導：田尻悠人（日语：田尻悠人）、河合將史、桂篤
- 馬術指導：田中光法
- 砲術指導：佐山二郎（日语：佐山二郎）
- 薩摩方言指導：迫田孝也（日语：迫田孝也）、田上晃吉（日语：田上晃吉）
- 土佐方言指導：岡林桂子
- 長州方言指導：一岡裕人（日语：一岡裕人）、翼純子
- 佐賀方言指導：神崎孝一郎（日语：神崎孝一郎）
- 北九州方言指導：上田優子（日语：上田ゆう子）
- 京都方言指導：井上裕季子
- 奄美及德之島方言指導：一三（日语：一三）
- 沖永良部方言指導：新納敏正（日语：新納敏正）
- 會津方言指導：河原田彌助（日语：河原田ヤスケ）
- 宇和島方言指導：古川伴睦（日语：古川伴睦）
- 庄內方言指導：加賀山和香
- 宮崎方言指導：黑岩司
- 英語指導：塩屋孔章
- 法語指導：生川けい
- 藥丸自顯流（日语：薬丸自顕流）指導：藥丸康夫
- 書道指導：金敷駸房
- 茶道指導：鈴木宗卓
- 醫事指導：酒井シヅ（日语：酒井シヅ）
- 佛事指導：平子泰弘
- 繪畫指導：向井大祐、松原亞美
- 藝能指導：友吉鶴心
- 裁縫指導：小林操子
- 算盤指導：大田俊幸
- 島唄指導：住姬乃
- 手風琴指導：浦松優子
- 歌唱指導：高田正人
- 梭織指導：安田謙志
- 巫事指導：中フミ子
- 助產指導：三宅はつえ
- 電氣通信指導：中村治彥
- 特殊化妝：江川悦子（日语：江川悦子）
- 脚本協力：小林ミカ、三谷昌登（日语：三谷昌登）

## 紀行
- 曲（第1回～第8回）：Sarah Alainn（日语：サラ・オレイン）
- 鋼琴演奏（第1回～第8回）：富貴晴美
- 歌・演奏（第9回～第17回）：平井大
- 演奏（第18回～第25回）：山下洋輔（日语：山下洋輔）
- 歌（第18回～第25回）：城南海（日语：城南海）
- 歌（第26回～）：山崎育三郎
- 歌・演奏（第39回～）：竹原ピストル（日语：竹原ピストル）
- 旁白：島津有理子（日语：島津有理子）

## 播出日程及收視率
- 紅色字標示的為劇集播放至今關東及關西地區收視率最高值，藍色字標示的為最低值。

| 集數                                                         | 播放日期       | 標題                       | 導演     | 紀行 | 收視率 |
| ------------------------------------------------------------ | -------------- | -------------------------- | -------- | --- | ------ |
| 1                                                            | 2018年1月7日   | 薩摩的廢材 （薩摩のやっせんぼ）            | 野田雄介 | 西鄉隆盛誕生地（鹿兒島縣鹿兒島市） 竹田神社（鹿兒島縣南薩摩市）                                                       | 15.4%  |
| 2                                                            | 2018年1月14日  | 傑出的武士 （立派なお侍）            | 野田雄介 | 仙巖園（鹿兒島縣鹿兒島市）                                                                                            | 15.4%  |
| 3                                                            | 2018年1月21日  | 孩子即國寶 （子どもは国の宝）            | 野田雄介 | 揖宿神社（鹿兒島縣指宿市）                                                                                            | 14.2%  |
| 4                                                            | 2018年1月28日  | 新的藩主 （新しき藩主）              | 野田雄介 | 舊島津氏玉里邸庭園（鹿兒島縣鹿兒島市）                                                                                | 14.8%  |
| 5                                                            | 2018年2月4日   | 來相撲！來相撲！ （相撲じゃ! 相撲じゃ!）      | 盆子原誠 | 尚古集成館（鹿兒島縣鹿兒島市）                                                                                        | 15.5%  |
| 6                                                            | 2018年2月11日  | 謎之漂流者 （謎の漂流者）            | 盆子原誠 | 高知城（高知縣高知市） 約翰萬次郎出生地（高知縣土佐清水市）                                                           | 15.1%  |
| 7                                                            | 2018年2月18日  | 背上的母親 （背中の母）            | 岡田健   | 西鄉家之墓（鹿兒島縣鹿兒島市）                                                                                        | 14.3%  |
| 8                                                            | 2018年2月25日  | 不吉利的新娘 （不吉な嫁）          | 岡田健   | 培理公園（神奈川縣橫須賀市） 玉楠之木／橫濱開港資料館（神奈川縣橫濱市）                                               | 14.2%  |
| 9                                                            | 2018年3月4日   | 江戶的一大人 （江戸のヒー様）          | 野田雄介 | 紀尾井坂（東京都千代田區） 芝薩摩藩屋敷遺址（東京都港區）                                                             | 14.8%  |
| 10                                                           | 2018年3月11日  | 篤姬在哪兒 （篤姫はどこへ）            | 盆子原誠 | 舊東海道 品川宿（東京都品川區）                                                                                       | 14.4%  |
| 11                                                           | 2018年3月18日  | 暗殺齊彬 （斉彬暗殺）              | 津田溫子 | 目黑不動尊 瀧泉寺（東京都目黑區）                                                                                     | 14.6%  |
| 12                                                           | 2018年3月25日  | 運命的剛強公主 （運の強き姫君）        | 津田溫子 | 小石川後樂園（東京都千代田區・文京區）                                                                                | 14.1%  |
| 13                                                           | 2018年4月8日   | 不變的朋友 （変わらない友）            | 野田雄介 | 清水寺成就院（京都府京都市）                                                                                          | 13.0%  |
| 14                                                           | 2018年4月15日  | 慶喜的本意 （慶喜の本気）            | 岡田健   | 弘道館（茨城縣水戶市）                                                                                                | 11.9%  |
| 15                                                           | 2018年4月22日  | 主公之死 （殿の死）              | 野田雄介 | 照國神社（鹿兒島縣鹿兒島市）                                                                                          | 13.4%  |
| 16                                                           | 2018年4月29日  | 齊彬的遺言 （斉彬の遺言）            | 岡田健   | 埋木舍（滋賀縣彥根市）                                                                                                | 11.1%  |
| 17                                                           | 2018年5月6日   | 西鄉跳海 （西郷入水）              | 津田溫子 | 東福寺即宗院（京都府京都市） 市來湊（鹿兒島縣市來串木野市） 月照上人遺跡之碑（鹿兒島縣鹿兒島市）                      | 12.0%  |
| 18                                                           | 2018年5月13日  | 流徙之人 菊池源吾 （流人 菊池源吾）     | 盆子原誠 | 西鄉松遺址（鹿兒島縣龍鄉町）                                                                                          | 14.4%  |
| 19                                                           | 2018年5月20日  | 愛加那 （愛加那）                | 盆子原誠 | 開饒神社（鹿兒島縣大和村） 蘇鐵群生地（鹿兒島縣龍鄉町）                                                               | 13.7%  |
| 20                                                           | 2018年5月27日  | 正助的黑子 （正助の黒い石）            | 野田雄介 | 舊江戶城 櫻田門（東京都千代田區） 愛宕神社（東京都港區）                                                              | 12.2%  |
| 21                                                           | 2018年6月3日   | 離別之歌 （別れの唄）              | 石塚嘉   | 愛加那之井戶（鹿兒島縣龍鄉町）                                                                                        | 12.0%  |
| 22                                                           | 2018年6月10日  | 偉大的兄長 平庸的弟弟 （偉大な兄 地ごろな弟） | 岡田健   | 錦小路薩摩藩屋敷遺址（京都府京都市）                                                                                  | 13.4%  |
| 23                                                           | 2018年6月17日  | 寺田屋之亂 （寺田屋騒動）            | 石塚嘉   | 大黑寺（京都府伏見區）                                                                                                | 13.4%  |
| 24                                                           | 2018年6月24日  | 在這世界的盡頭 （地の果てにて）        | 盆子原誠 | 西鄉南州翁謫居遺址（鹿兒島縣天城町） 西鄉倚靠之松（鹿兒島縣德之島町）                                                 | 12.2%  |
| 25                                                           | 2018年7月1日   | 存活的生命 （生かされた命）            | 盆子原誠 | 西鄉南洲翁謫居之地（鹿兒島縣和泊町）                                                                                  | 12.7%  |
| 26                                                           | 2018年7月15日  | 西鄉，上京 （西郷、京へ）            | 野田雄介 | 涉成園（京都府京都市）                                                                                                | 12.2%  |
| 27                                                           | 2018年7月22日  | 禁門之變 （禁門の変）              | 野田雄介 | 天龍寺塔頭 弘源寺（京都府京都市）                                                                                     | 12.0%  |
| 28                                                           | 2018年7月29日  | 勝與龍馬 （勝と龍馬）              | 岡田健   | 龍護寺清泰院（山口縣岩國市）                                                                                          | 11.1%  |
| 29                                                           | 2018年8月5日   | 第三次結婚 （三度目の結婚）            | 堀內裕介 | 平松城遺址（鹿兒島縣姶良市） 鶴丸城二之丸遺址（鹿兒島縣鹿兒島市）                                                     | 11.6%  |
| 30                                                           | 2018年8月12日  | 怪人 岩倉具視 （怪人 岩倉具視）         | 野田雄介 | 岩倉具視隱居舊宅（京都府京都市）                                                                                      | 10.3%  |
| 31                                                           | 2018年8月19日  | 與龍馬的約定 （龍馬との約束）          | 岡田健   | 西鄉南洲翁宅地遺址（鹿兒島縣鹿兒島市） 龜山社中紀念館遺址（長崎縣長崎市）                                             | 11.0%  |
| 32                                                           | 2018年8月26日  | 薩長同盟 （薩長同盟）              | 石塚嘉   | 木戶孝允舊宅（山口縣萩市） 御花畑御屋敷遺址（京都府京都市）                                                           | 10.4%  |
| 33                                                           | 2018年9月2日   | 阿糸的誓言 （糸の誓い）            | 石塚嘉   | 霧島神宮（鹿兒島縣霧島市）                                                                                            | 13.2%  |
| 34                                                           | 2018年9月9日   | 將軍慶喜 （将軍慶喜）              | 盆子原誠 | 元離宮二條城（京都府京都市）                                                                                          | 11.9%  |
| 35                                                           | 2018年9月16日  | 戰之鬼 （戦の⻤）                | 盆子原誠 | 大阪城公園（大阪府大阪市）                                                                                            | 11.7%  |
| 36                                                           | 2018年9月23日  | 慶喜的首級 （慶喜の首）            | 堀內裕介 | 城南宮（京都府伏見區） 相國寺塔頭 養源院（京都府上京區）                                                              | 11.0％ |
| 37                                                           | 2018年10月7日  | 江戶無血開城 （江戸無血開城）          | 野田雄介 | 勝海舟生誕生地（東京都墨田區） 赤坂冰川神社四合稻荷（東京都港區）                                                     | 9.9％  |
| 38                                                           | 2018年10月14日 | 傷痕累累的維新 （傷だらけの維新）        | 野田雄介 | 長岡城本丸遺址（新潟縣長岡市） 戊辰戰爭記念碑（新潟縣三條市） 金谷山官修墓地（新潟縣上越市）                          | 10.2％ |
| 39                                                           | 2018年10月21日 | 父親、西鄉隆盛 （父、西郷隆盛）        | 盆子原誠 | 玄國寺 舊岩倉具視宅邸（東京都新宿區） 舊新橋停車場遺址（東京都港區）                                                  | 12.3％ |
| 40                                                           | 2018年10月28日 | 波盪的新政府 （波乱の新政府）          | 大嶋慧介 | 明治天皇駐蹕處之碑（千葉縣船橋市） 習志野騎兵旅團發祥地（千葉縣習志野市）                                             | 11.7％ |
| 41                                                           | 2018年11月4日  | 邁向嶄新的國家 （新しき国へ）        | 石塚嘉   | 神奈川台場遺址（神奈川縣橫濱市）                                                                                      | 11.8％ |
| 42                                                           | 2018年11月11日 | 兩雄衝突 （両雄激突）              | 野田雄介 | 西鄉隆盛屋敷遺址（東京都中央區）                                                                                      | 11.3％ |
| 43                                                           | 2018年11月18日 | 永別、東京 （さらば、東京）            | 盆子原誠 | 大久保利通生活之地（鹿兒島縣鹿兒島市） 三年坂（東京都千代田區）                                                       | 11.6％ |
| 44                                                           | 2018年11月25日 | 士族們的動亂 （士族たちの動乱）          | 石塚嘉   | 本行寺（佐賀縣佐賀市）                                                                                                | 12.4%  |
| 45                                                           | 2018年12月2日  | 西鄉立意 （西郷立つ）              | 大嶋慧介 | 吉野開墾社碑（鹿兒島縣鹿兒島市） 松岡開墾場（山形縣鶴岡市） 南洲神社（山形縣酒田市）                                  | 11.5%  |
| 46                                                           | 2018年12月9日  | 西南戰爭 （西南戦争）              | 盆子原誠 | 田原坂 三之坂（熊本縣熊本市） 西鄉隆盛宿陣遺址資料館（宮崎縣延岡市）                                                  | 11.4%  |
| 47                                                           | 2018年12月16日 | 敬天愛人 （敬天愛人）              | 野田雄介 | 西鄉隆盛洞窟（鹿兒島縣鹿兒島市） 清水谷（東京都千代田區） 大久保利通之墓（東京都港區） 西鄉從道邸遺址（東京都目黑區） | 13.8%  |
| 平均收視率12.7% （收視率由Video Research於日本關東地區統計） |                |                            |          | |        |

- 2018年4月1日 停播一次，播出「西鄉殿」特別節目第一篇〈鈴木亮平 X 渡邊謙的120天〉。
- 2018年7月8日 停播一次，播出「西鄉殿」特別節目第二篇〈革命速起！西鄉與四個男人們〉。
- 2018年9月30日 延後播出，潭美颱風登陸日本，播出颱風特報。
- 2018年10月20日 播出「西鄉殿」特別節目第三篇〈西鄉與大久保-開啟明治道路的兩人〉。

## 總集篇
- 於2018年12月30日 播出：
  - 〈第一章〉薩摩　下午1:05～2:05
  - 〈第二章〉再生　下午2:05～2:55
  - 〈第三章〉革命　下午3:05～4:25
  - 〈第四章〉天命　下午4:25～5:35

## 相關影視作品
- 宛如飛翔：1990年大河劇，當時飾演西鄉的西田敏行，相隔28年回鍋演出西鄉隆盛之子西鄉菊次郎，並兼任旁白，而飾演大久保的鹿賀丈史則在本劇飾演薩摩藩主島津齊興。
- 篤姬：2008年大河劇，飾演小松帶刀的瑛太本次擔當大久保利通；飾演幾島的松坂慶子此次擔當西鄉的母親；飾演德川家茂的松田翔太此次飾演末代將軍慶喜。相隔十年西鄉和篤姬再度成為大河劇主要角色。
- 末代武士：2003年好萊塢電影，內容為明治時期的西南戰爭，當時飾演勝元盛次（原型西鄉）的渡邊謙，此次劇中飾演西鄉的恩人島津齊彬。

## 外部連結
- （日語）官方網站
- 西鄉殿的Instagram帳戶

| NHK综合频道 週日20:00 - 20:45           | NHK综合频道 週日20:00 - 20:45                      | NHK综合频道 週日20:00 - 20:45 |
| --------------------------------------- | -------------------------------------------------- | ----------------------------- |
|                                         | 西鄉殿 （2018.01.07 - 2018.12.16）                 |                               |
| 女城主 直虎 （2017.01.08 - 2017.12.17） | 韋駄天～東京奧運故事～ （2019.01.06 - 2019.12.15） |                               |